# Baunatal (stacja metra)
Baunatal – stacja metra w Madrycie, na linii 10. Znajduje się w San Sebastián de los Reyes i zlokalizowana jest pomiędzy stacjami Reyes Católicos i Manuel de Falla. Została otwarta 26 kwietnia 2007.